# Jan Dumée
Jan Dumée (Rotterdam, 6 april 1965) is een Nederlands gitarist die een mengsel van progressieve rock, jazz en wereldmuziek speelt. Hij is vooral bekend door zijn deelname aan de band Focus.
Dumée studeerde gitaar aan het Rotterdams Conservatorium. In de jaren 90 richtte hij het project O Septeto Plus op, met musici uit Nederland, Senegal, Brazilië, Argentinië en Kroatië. Het album Rodinha werd door Conamus en Radio Holland als de beste Nederlandse wereldmuziek-cd van 1998 gezien. In deze tijd deed hij ook mee aan de Van Leer Conxi van Focus-fluitist Thijs van Leer.
In 2001 vroeg Van Leer Dumée als gitarist in de herstart van Focus. Hij speelde in deze band tot 2006, waarbij hij meedeed op de cd's Focus 8, Live in the USA en Live in South America. In deze tijd nam hij ook zijn solo-album Rio on the Rocks op.
Na zijn vertrek uit Focus richtte hij de band On The Rocks op met zanger John Lawton van Uriah Heep. Verder heeft hij de projecten The Cubrabop Quintet en Jan Dumée Quartet waarin hij jazz vermengt met onder andere Braziliaanse muziek.

## Discografie
Solo-albums
- Rio On The Rocks (2005)

Met Dumee & Dijkgraaf Quinteto
- Heloisando  (2012)

Met het Cubrabop Quintet
- Cubrabop (2012)

Met On The Rocks
- Mamonama (2008)

Met FOCUS
- Focus 8 (2002)
- Live in the USA (CD/DVD, 2003)
- Live in South America (2004)

Met O Septeto Plus
- A Rodinha (1998)